# Nauta
Nauta é uma pequena cidade do norte do Peru, capital da província de Loreto na região de Loreto. Está localizada a cerca de 2.200 km de Lima e 100 km de Iquitos.